# (4790) Petrpravec
(4790) Petrpravec es un asteroide perteneciente al cinturón de asteroides, descubierto el 9 de agosto de 1988 por Eleanor F. Helin desde el Observatorio del Monte Palomar, Estados Unidos.

## Designación y nombre
Designado provisionalmente como 1988 PP. Fue nombrado Petrpravec en honor al astrónomo checo Petr Pravec que trabaja en el Observatorio Ondrejov trabaja la astrométrica y la fotométrica en planetas y cometas menores. Se especializa en objetos cercanos a la Tierra.

## Características orbitales
Petrpravec está situado a una distancia media del Sol de 2,625 ua, pudiendo alejarse hasta 2,852 ua y acercarse hasta 2,399 ua. Su excentricidad es 0,086 y la inclinación orbital 12,72 grados: necesita 1554 días para completar una órbita alrededor del Sol.

## Características físicas
La magnitud absoluta de Petrpravec es 12,9. Tiene 16,217 km de diámetro y su albedo se estima en 0,038.